# Zalha
Zalha is een Roemeense gemeente in het district Sălaj.
Zalha telt 1011 inwoners.